# سفارة النرويج في المكسيك
سفارة النرويج في المكسيك هي أرفع تمثيل دبلوماسي لدولة النرويج لدى المكسيك. تقع السفارة في مدينة مكسيكو وهي تهدف لتعزيز المصالح النرويجية في المكسيك.

## وصلات خارجية
- قائمة سفارات النرويج
- قائمة السفارات في المكسيك